# Chrťany
Chrťany je obec na Slovensku, v okrese Veľký Krtíš v Banskobystrickém kraji. Žije zde 107 obyvatel.

## Poloha
Obec se nachází v údolí Chrťanského potoka na styku Krupinské planiny a Ipeľské brázdy. Nadmořská výška území obce se pohybuje v rozmezí 210 až 385 m, střed obce je v 225 m n. m. Obec se rozkládá na ploše 918 ha na plochých  hřbetech tvořenými andezitickými tufy, které jsou členěny údolími.

## Historie
První písemná zmínka pochází z roku 1227, kdy je uváděná jako Harkyan. Další historické názvy: v roce 1330 Harakyan, 1349 Harkyan a.n.Prelep, 1773 Chrtyany.
Od 13. století byla obec ve vlastnictví různých rodů jako např. Aba, Szécsényi, Balassa a další. V letech 1554–1594 obec okupovali Turci. V 17. století byla rozdělená mezi panství Divinské  a Modrokamenské. V 18. století se na území obce dolovala železná ruda.
V roce 1828 měla obec 26 domů a 171 obyvatel.
Hlavní obživou bylo zemědělství nebo sezonní práce mimo obec.

## Památky
V obci se dochovaly zděné domy na vysoké podsklepené podezdívce s dřevěnými a zděnými sloupy, nesoucími podsíně. Ve dvorech se nachází zděné sýpky s dřevěnými sloupy. Ve vinicích jsou sklípky s vyzděným kamenným vchodem.